# Ixora tahuataensis
Ixora tahuataensis là một loài thực vật có hoa trong họ Thiến thảo. Loài này được Mouly & J.Florence mô tả khoa học đầu tiên năm 2007.